# Elías Campo
Elías Campo Güerri (Boltaña, Provincia de Huesca, Aragón, 1955) es un doctor en Medicina y Cirugía, patólogo e investigador español especialista en neoplasias linfoides. Es Jefe de Sección del Departamento de Anatomía Patológica del Hospital Clínico y Provincial de Barcelona y director clínico del Centro de Diagnóstico Biomédico (CDB) del mismo hospital. Asimismo es responsable del equipo de investigación Oncomorfologia funcional humana i experimental del IDIBAPS.
Elías Campo y Carlos López Otín son los directores científicos del proyecto de secuenciación del genoma de la leucemia linfática crónica.

## Biografía académica
Elías Campo se licenció en medicina y cirugía por la Universidad de Barcelona en el año 1979. En 1984 obtuvo la plaza de médico especialista en anatomía patológica en el Hospital Príncipes de España. Consiguió el título de doctor en medicina y cirugía en 1985. Actualmente es Jefe de sección del Hospital Clínico – Centro de Diagonóstico Biomédico – Anatomía Patológica.

## Investigación

### Centro de Diagnóstico Biomédico
Elías Campo es el director clínico del Centro de Diagnóstico Biomédico (CDB) del Hospital Clínico y Provincial de Barcelona.

### Instituto de Investigaciones Biomédicas August Pi y Sunyer - IDIBAPS
Elías Campo es el responsable del equipo de investigación Oncomorfologia funcional humana y experimental del área 5 de investigación en Oncología y hematología dirigida por Dolors Colomer.

### Participación en la secuenciación del Genoma de la leucemia linfática crónica
Elías Campo y Carlos López Otín son los directores científicos del proyecto de secuenciación del genoma de la leucemia linfática crónica asignado a España -como parte del proyecto mundial para la secuenciación del genoma del cáncer gestionado por el Consorcio Internacional del Genoma del Cáncer (ICGC)-. El organismo director y financiero es el Instituto de Salud Carlos III (organismo público dependiente del Ministerio de Ciencia e Innovación de España).
El IDIBAPS ha colaborado en el proyecto nacional de secuenciación del genoma de la leucemia linfática crónica - en el que han participado más de 60 investigadores españoles e inscrito en el proyecto mundial del genoma del cáncer-. El artículo sobre la secuenciación del genoma de la LLC fue publicado en Nature el 5 de junio de 2011.

## Premios y distinciones
2010 - Miembro de la Academia de Medicina de Asturias.
2022 - Premio ASEICA de Investigación en cáncer.

## Publicaciones
Artículos publicados de Elías Campo pueden consultarse en:
- Artículos de Elías Campo en Google académico
- Artículos de Elías Campo en el CDB - Hospital Clínic (enlace roto disponible en Internet Archive; véase el historial, la primera versión y la última).
- Artículos del equipo de investigación Oncomorfologia funcional humana y experimental del IDIBAPS